# Stenomylus
Lo stenomilo (gen. Stenomylus) è un mammifero artiodattilo estinto appartenente ai camelidi. Visse all'inizio del Miocene (circa 22 - 16 milioni di anni fa) e i suoi resti fossili sono stati ritrovati in Nordamerica.

## Descrizione
Nonostante fosse imparentato con i cammelli, questo leggero animale della taglia di un montone aveva l'aspetto molto simile a quello di una gazzella odierna. Le zampe, infatti, erano estremamente allungate e dotate di due dita; le zampe possedevano metapodi separati ma alcune specie mostravano una saldatura incipiente, soprattutto nel metatarso. Le falangi ungueali fanno supporre la presenza di zoccoli simili a quelli dei cervidi, e non di cuscinetti carnosi come quelli dei cammelli attuali. 
Il collo di questo animale era molto allungato, e ciò lo rendeva vagamente simile all'odierno gerenuk (Litocranius walleri). La testa era piccola, arrotondata e dal muso corto. Le ossa nasali piuttosto arretrate, inoltre, fanno supporre la presenza di una piccola proboscide o almeno di muscolose labbra prensili. Questa caratteristica è ancor più accentuata nell'affine (e leggermente posteriore) Rakomylus. La dentatura di Stenomylus era molto specializzata: i denti anteriori erano di piccole dimensioni, e il terzo incisivo, così come il primo premolare, era simile al canino (di piccole dimensioni). Il secondo e il terzo premolare superiori erano molto ridotti, ed era presente un diastema tra il primo e il secondo premolare. Sia i molari superiori che quelli inferiori erano molto sviluppati in altezza (ipsodonti), ma erano molto più lunghi che larghi, ed erano dotati di radici anche negli individui maturi. 

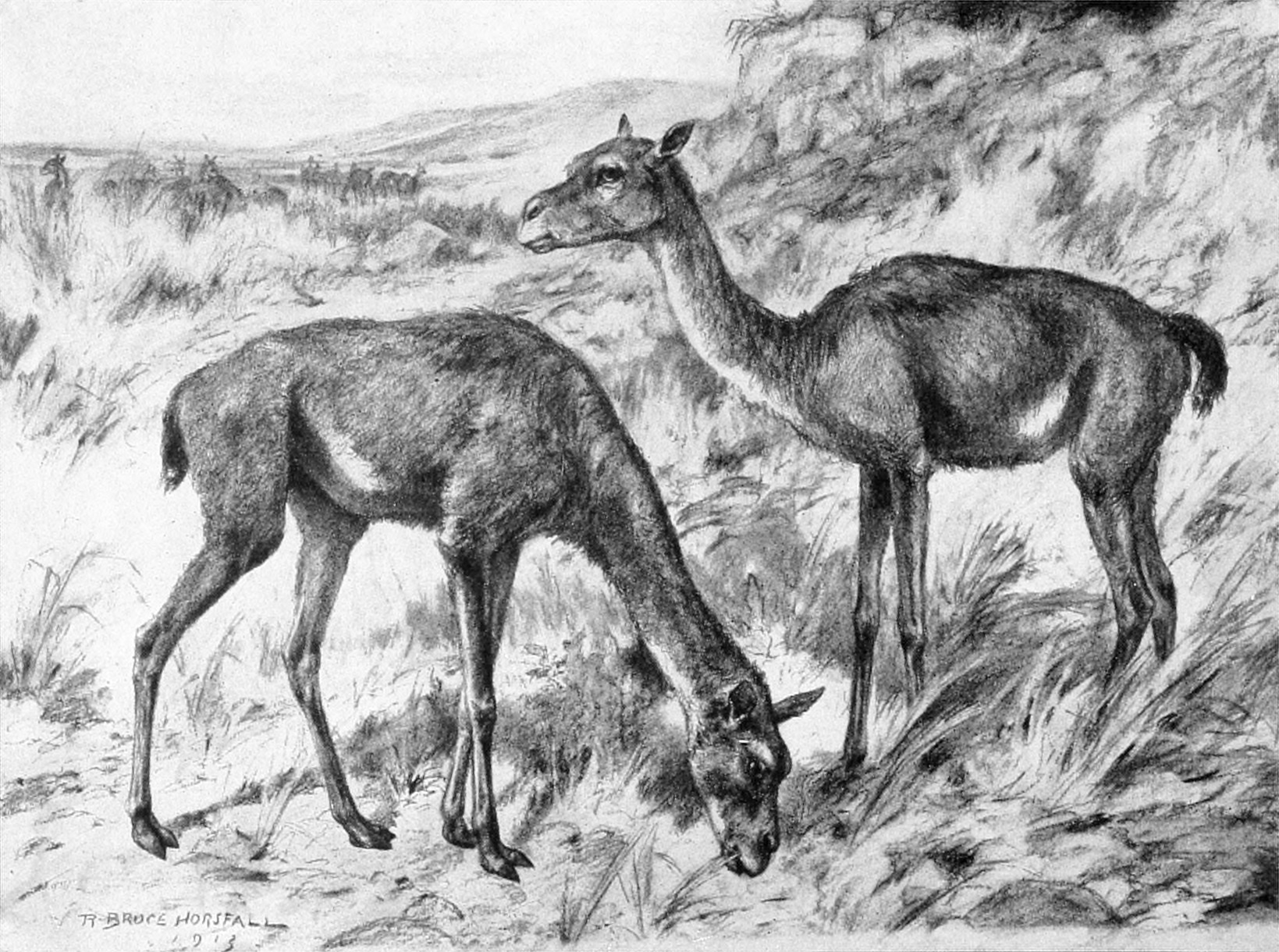
Ricostruzione di Stenomylus

## Classificazione
Il genere Stenomylus venne descritto per la prima volta da Peterson nel 1907, sulla base di resti fossili ritrovati in terreni del Miocene inferiore del Nebraska; la specie tipo è Stenomylus gracilis. Un'altra specie ben nota è Stenomylus hitchcocki, conosciuta per numerosi esemplari rinvenuti nella zona di Agate Springs in Nebraska, in una cava poi nota come "Stenomylus Quarry". Nella zona di Agate Springs è stata ritrovata anche la specie S. crassidens. Al genere Stenomylus sono state attribuite anche le specie S. keelinensis del Wyoming (da alcuni studiosi attribuita a un sottogenere a sé stante, Pegomylus), e S. taylori del Nuovo Messico. La specie S. tubutamensis, del Miocene inferiore del Messico, è la più piccola del genere. 

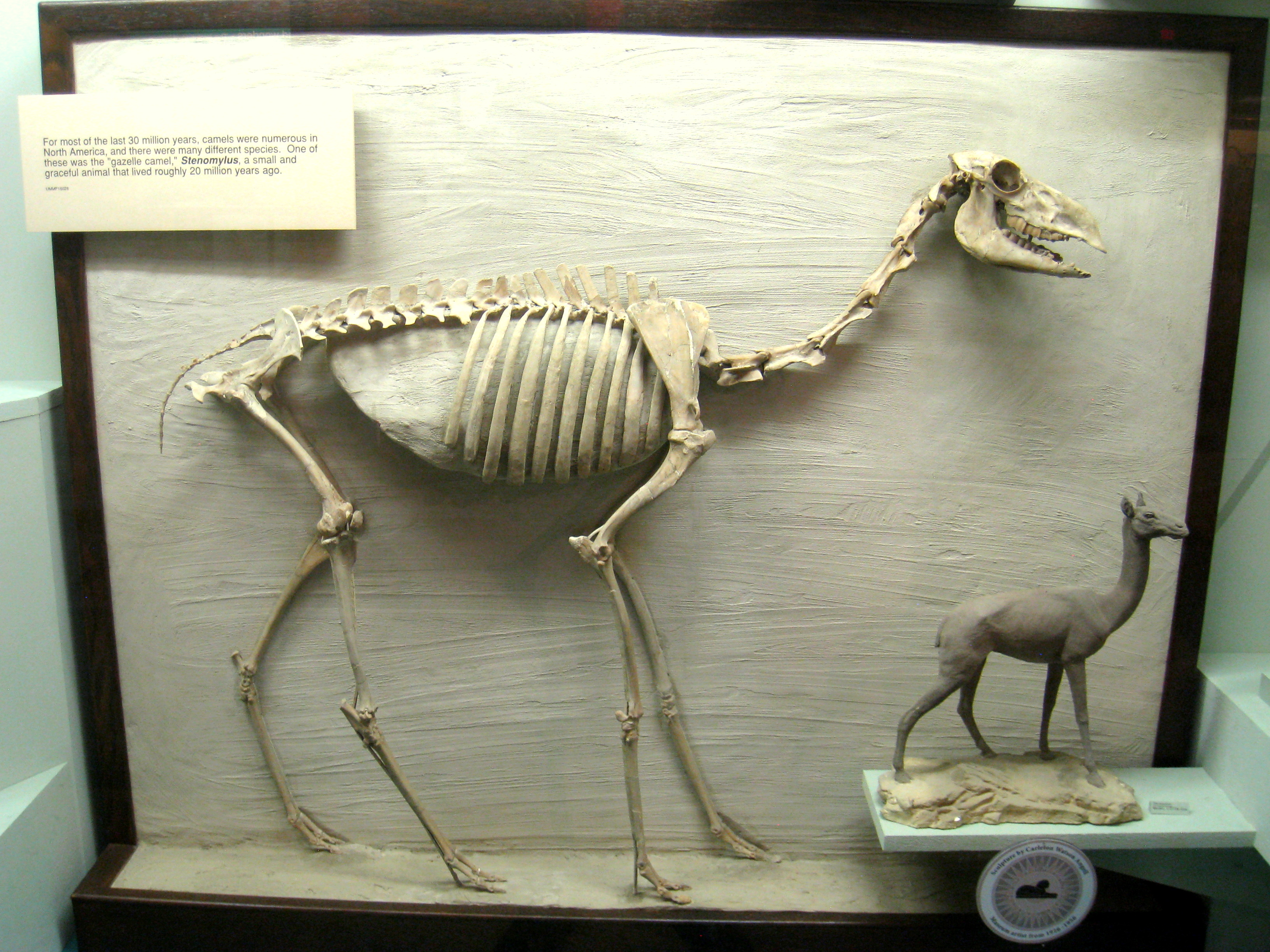
Fossile e ricostruzione di Stenomylus

Stenomylus è un genere di camelidi molto specializzato, classificato in una sottofamiglia a sé stante (Stenomylinae) originatasi probabilmente alla fine dell'Oligocene. La specializzazione nell'allungamento delle zampe e nell'arretramento delle ossa nasali, così come nella dentatura, si accentuerà ancor di più in forme successive quali Rakomylus. 

## Paleoecologia
Le lunghe zampe permettevano allo stenomilo di compiere veloci corse e salti nelle pianure nordamericane per sfuggire ai predatori. I denti ipsodonti probabilmente erano utili per nutrirsi di materiale fibroso e duro come l'erba, che in quel periodo stava diventando preponderante nelle sterminate praterie del continente.